# Kómnina
Kómnina (Komnina) är en ort i Grekland.   Den ligger i prefekturen Fthiotis och regionen Grekiska fastlandet, i den centrala delen av landet, 120 km nordväst om huvudstaden Aten. Kómnina ligger 114 meter över havet och antalet invånare är 254.
Terrängen runt Kómnina är varierad. Runt Kómnina är det ganska glesbefolkat, med 42 invånare per kvadratkilometer. Närmaste större samhälle är Stylída, 19,7 km norr om Kómnina. 